# Arator
Arator est un poète chrétien latin du VIe siècle, né en Ligurie.

## Éléments biographiques
Élève de l'évêque Ennodius, il est d'abord avocat, puis conseiller du roi Athalaric, avant de devenir sous-diacre à Rome.
Il écrit une paraphrase épique, en vers, des Actes des Apôtres (De Actibus Apostolorum ou Historia Apostolica). Il la déclame en 544 dans l'église Saint-Pierre-aux-Liens de Rome. Il la dédie au pape Vigile et la lui remet le 6 avril 544.[réf. nécessaire] Ce poème édifiant fut très lu au Moyen Âge, en particulier aux XIe  et XIIe siècle. On y voit des allégories audacieuses et des spéculations sur la mystique des nombres.

## Œuvres
On a d'Arator quatre écrits : 
- L'épître dédicatoire à Florien, abbé de Roman-Moutier (en vers élégiaques)
- L'épître dédicatoire au pape Vigile (en vers élégiaques)
- La lettre à Parthénius, afin de l'inviter à faire connaître son "Poème sur les Actes" en Gaule. (en vers élégiaques)
- La paraphrase des Actes des Apôtres, en deux livres (en vers hexamètres)

## Autres éditions
- Aratoris Subdiaconi De actibus apostolorum, éd. M. P. McKinlay, Vienne, 1951, Corpus scriptorum ecclesiasticorum latinorum 72.